# Linia kolejowa Berga-Kelbra – Artern
Linia kolejowa Berga-Kelbra – Artern – dawna lokalna linia kolejowa w Niemczech, w kraju związkowym Saksonia-Anhalt i Turyngia. Linia biegła z Berga-Kelbra do Artern i miała 29 km długości.